# Liste de sites archéologiques par pays

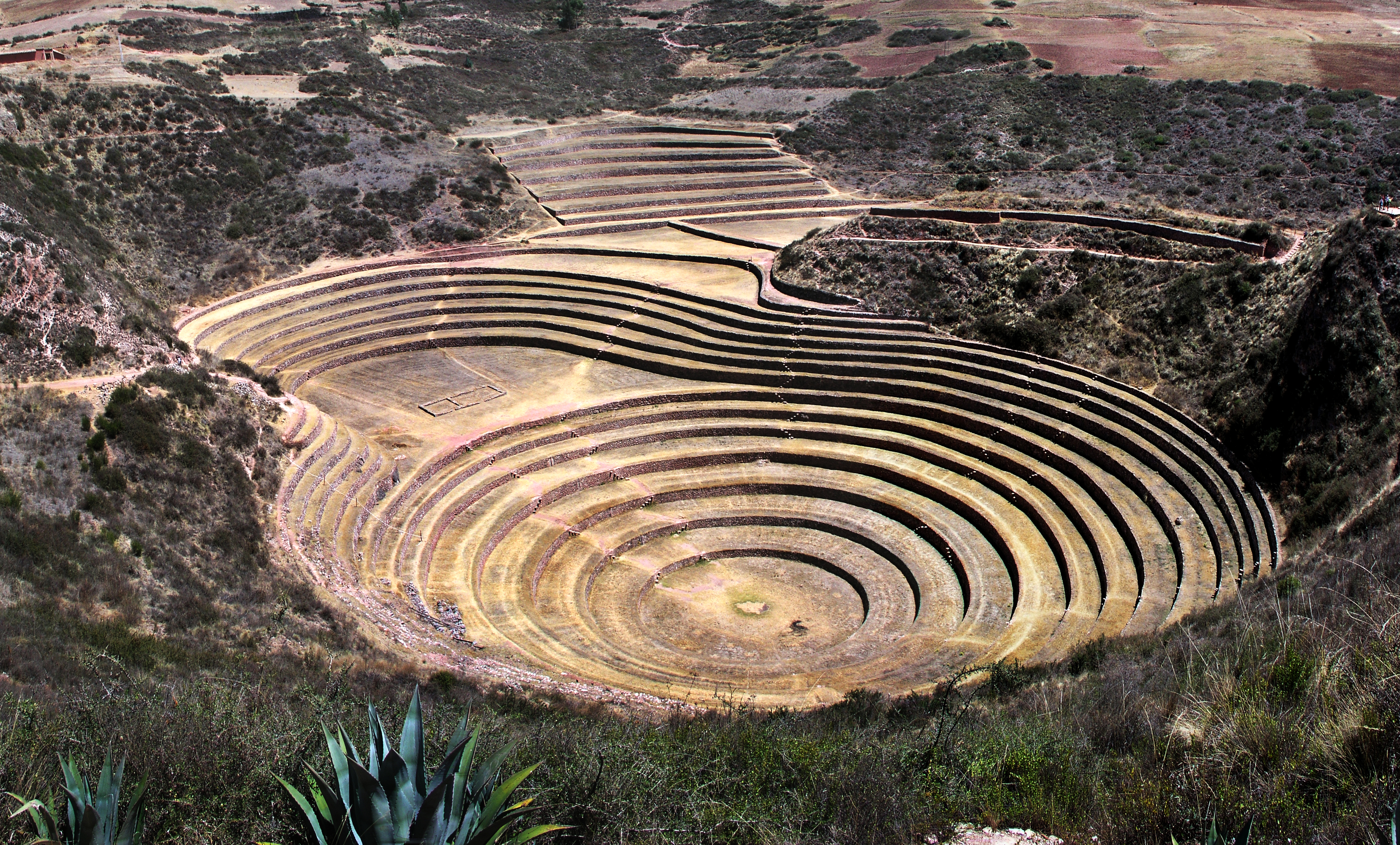
Site archéologique de Moray (Cuzco, Pérou).

Cette liste de sites archéologiques par pays recense dans chaque pays les sites archéologiques dotés d'un article Wikipédia en français, selon un ordre alphabétique.

## Afghanistan
- Aï-Khanoum
- Aq Köprük
- Bactres
- Begrâm
- Bouddhas de Bâmiyân
- Bâmiyân
- Complexe archéologique bactro-margien
- Minaret et vestiges archéologiques de Djâm
- Hadda
- Haji Piyada
- Mes Aynak
- Shamarq
- Surkh Kotal
- Tillia tepe

## Afrique du Sud
- Blombos
- Border Cave
- Canteen Kopje
- Kurrichane
- Parc du Drakensberg
- Pinnacle Point
- Sterkfontein
- Swartkrans

## Albanie
- Apollonie d'Illyrie
- Antigonie à Gjirokastre
- Buthrote, près de Sarandë
- Byllis
- Amphithéâtre de Durrës
- Basilique à Lin (Korçë)
- Phœnicè

## Algérie
- Aïn Hanech
- Aïn Témouchent
- Altava
- Auzia ( Ville Romaine ) - Sour El-Ghozlane
- Baghaï
- Bir el-Ater
- Biskra
- Cherchell
- Chullu
- Djemila
- El Kantara
- Gargara
- Ghoufi
- Guelma et son Théâtre romain
- Hammam Essalihine
- Hippone
- Kalâa des Béni Hammad
- Khemisti (Tissemsilt)
- Lambèse
- Les Andalouses
- Mansourah (Tlemcen)
- M'daourouch
- N'Gaous
- Oran
- Roknia
- Si Mustapha et son Mausolée de Blad Guitoun
- Sitifis
- Tassili n'Ajjer
- Thénia
- Thibilis
- Tiddis
- Tighennif
- Timgad
- Tipaza et la ville romaine Tipasa de Maurétanie
- Tobna
- Zana

## Allemagne
- Aqueduc de l'Eifel
- Aqueduc de Mayence
- Augsbourg
- Bilzingsleben
- Bramsche
- Cercle de Goseck
- Chien en verre de Wallertheim
- Feddersen Wierde
- Guerrier de Hirschlanden
- Glauberg
- Sépulture de Hochdorf
- Königsaue
- Nebra-sur-Unstrut
- Oppidum de Manching
- Pforzen
- Sanctuaire d'Isis et de Mater Magna
- Thermes romains de Weissenburg in Bayern
- Unteruhldingen
- Werla

## Angola
- Province de Benguela
  - Dungo, près de Baia Farta
  - Tchitandalucua
- Sites de la province de Cabinda
- Province de Namibe
  - Sites de la région de Caraculo
  - Sites de la région de Virei
    - Tchitundo-hulo

## Argentine
- Cueva de las Manos
- Los Toldos (Santa Cruz)
- Piedra Museo
- Pucará de Tilcara
- Quebrada de Humahuaca
- Parc national Talampaya et le Parc provincial d'Ischigualasto
- Alto Calilegua

## Arménie
- Bagaran
- Dvin
- Erevan et le site d'Erebouni
- Ervandachat
- Garni
- Loré
- Teishebani
- Zorats Karer
- Zvartnots

## Australie
- Bidjigal Reserve
- Cuddie Springs
- Devil's Lair
- Eneabba Stone Arrangement
- Gabarnmung
- Koonalda Cave
- Lac Mungo
- Murujuga
- Sites archéologiques sous-marins de Murujuga
- Ngarrabullgan
- Roonka Flat
- Art rupestre du Parc national Ku-ring-gai Chase

## Autriche
- Aggsbach
- Burg
- Carnuntum
- Hallstatt
- Kulm
- Mautern an der Donau
- Vindobona

## Azerbaïdjan
- Réserve de Gobustan
- Govurqala (arrondissement d'Agdam
- Oguz
- Shaki, près du Nakhitchevan)
- Qalagah (arrondissement d'Ismailli)

## Bahreïn
- Fort d'Arad
- Qalaat al Bahrain
- Temple de Barbar
- Tumulus de Dilmun
- Forteresse de Riffa

## Bangladesh
- Choto Katra
- Tetulia, près de Satkhira (division de Khulna)
- Jagaddala
- Mahasthangarh
- Site bouddhiste de Mainamati
- Noapara-Ishanchandranagar
- Shalban vihara
- Somapura Mahavihara
- Ruines de Wari-Bateshwar

## Belgique
- Belle-Roche (commune de Sprimont)
- Beukenberg (commune de Tongres)
- Blicquy
- Élouges
- Sites préhistoriques des plateaux brabançons[1]
- Site archéologique d'Ename
- Fontaine-Valmont
- Grimde (commune de Tirlemont)
- Grotte de Goyet
- Grotte de Spy
- Le Cheslé
- Mégalithes du domaine de Wéris
- Minières néolithiques de silex de Spiennes
- Olloy-sur-Viroin
- Plate-tombe de Wamont entre Wamont (commune de Landen) et Racour (commune de Lincent)
- Site archéologique de Mageroy (commune du Habay)
- Site archéologique de Montauban-Buzenol (commune d'Étalle)
- Tongres
- Trou des Nutons
- Tumuli de Grimde
- Tumuli de Séron
- Tumulus d'Avennes
- Tumulus d'Avernas
- Tumulus d'Hottomont
- Tumulus de Glimes
- Tumulus de Pépin de Landen
- Tumulus du Trou de Billemont
- Veldwezelt-Hezerwater (commune de Lanaken)
- Velzeke-Ruddershove
- Walraversijde, à l'ouest de Raversyde (commune de Ostende)
- Wervik
- Wéris

## Belize
- Altun Ha
- Cahal Pech
- Caracol
- Cerros
- Cuello
- Lamanai
- Lubaantun
- Minanha
- Nim Li Punit
- Pacbitun
- Pulsihà
- Xunantunich

## Biélorussie
- Brest
- Château de Jâber
- Hrodna
- Ruines de Panticapée à Kertch
- Stoline

## Birmanie
- Grottes de Padah-Lin (district de Taunggyi)

## Bolivie
- Chiripa
- Loma Salvatierra
- Pumapunku
- Samaipata
- Tiwanaku

## Bosnie-Herzégovine
- Grotte de Badanj
- Berginium
- Desilo
- Mogorjelo
- Pirlitor
- Pod
- Serbinum
- Tasovčići

## Botswana
- Matsieng Footprints
- Tsodilo

## Brésil
- Site archéologique de Calçoene (Amapá)
- Inscriptions et peintures rupestres du Parc national du Catimbau (Pernambouc)
- Grotte du Gentio près de Unaí (Minas Gerais)
- Kuhikugu (Parc indigène du Xingu)
- Sites archéologiques de la région de Lagoa Santa, en partie dans le Parque Estadual do Sumidouro (Minas Gerais) : Grotte da Lapinha, Grottes de Lapa vermelha, Cerca grande
- Site archéologique de Lajedo de Soledade près d'Apodi (Rio Grande do Norte)
- Site archéologique Pedra Pintada (Roraima) : Grotte de Pedra Pintada
- Site archéologique de São João Batista près de Entre-Ijuís (Rio Grande do Sul)
- Site archéologique de São Lourenço Mártir près de São Luiz Gonzaga (Rio Grande do Sul)
- Site archéologique de São Miguel Arcanjo près de São Miguel das Missões (Rio Grande do Sul)
- Parc national de la Serra da Capivara (Piauí) : Pedra Furada
- Parc archéologique de Serra de Santo Antônio près de Andrelândia (Minas Gerais)
- Peintures rupestres des Serrote do Letreiro et Serrote da Miúda sur le site paléontologique du Vale dos Dinossauros (Paraíba)
- Cavernes de Toca da Boa Vista et de Toca da Barriguda près de Campo Formoso (Bahia)

## Bulgarie
- Abritus près de Razgrad
- Beglik Tash près de Primorsko
- Dausdava de Mésie (actuelle Sboryanovo)
- Diocletianopolis (en) (actuelle Hissar, Hisarya ou Khisarya, oblast de Plovdiv)
- Église ronde de Preslav
- Iatrus
- Caverne de Kozarnika près de Belogradtchik
- Madara près de Choumen
- Nessèbre
- Nicopolis ad Istrum
- Nicopolis ad Nestum
- Novae près de Svichtov
- Oescus
- Palais d'Omourtag (oblast de Choumen)
- Perperikon
- Pistiros (oblast de Pazardjik)
- Plovdiv
- Seuthopolis près de Kazanlak
- Tatul
- Tombe thrace de Kazanlak
- Tombeau thrace de Svechtari
- Tumulus d'Aleksandrovo kurgan de l'oblast de Khaskovo
- Varna voir Nécropole de Varna
- Veliko Tarnovo

## Burkina Faso
- Site archéologique de Bura
- Loropéni

## Cambodge
- Angkor
- Hariharalaya

## Cameroun
- Diy-Gid-Biy, dans les monts Mandara
- Shum Laka, près de Bamenda

## Canada
- Ile Anthony, dans l'archipel Haida Gwaii
- Belcarra Regional Park, dans la Baie Burrard
- Grottes de Bluefish, près de Old Crow
- Brooman Point Village, sur la côte orientale de l'Île de Bathurst
- Sites archéologiques des Salishes de la Côte (environ 23 000 sites répertoriés)
  - Parois rocheuses près du Canyon du Fraser
  - Harrison Hill, près de Chilliwack
- Debert, près de Truro
- Fort de l'Isle, sur la rivière Saskatchewan Nord
- Fort Fork, sur la rivière de la Paix
- Head-Smashed-In Buffalo Jump
- Inuksuk Point, dans la péninsule de Foxe
- L'Anse aux Meadows
- Lieu de naufrage Girouard
- Musée d'archéologie de l'Ontario (London)
- Native Point (en) ou péninsule Tuneriut (Île Southampton)
- Île Oak
- Parc territorial Ovayok
- Petroglyph Provincial Park (Nanaimo)
- Petroglyphs Provincial Park (Peterborough)
- Pointe au Buisson (Melocheville)
- Précipice à bisons Head-Smashed-In
- Secwepemc Museum and Heritage Park (Kamloops)
- Serpent Mounds Park (Comté de Peterborough)
- SGang Gwaay
- Sheguiandah (Île Manitoulin)
- Site Diggity
- Site Oxbow
- Sites Hurons-Wendat
  - Site Aurora, près de Aurora
  - Site Draper, à Pickering
  - Site Mantle, à Whitchurch-Stouffville
  - Site Ratcliff, sur le cours supérieur de la Rivière Rouge
- Skedans, dans l'archipel Haida Gwaii
- Southwold Earthworks, près de St. Thomas
- Strathcona Science Provincial Park, près d'Edmonton
- Xá:ytem (Mission)

## Chili
- île de Pâques
- Monte Verde
- Tulor

## Chine
- Zhoukoudian, près de Pékin
- Mausolée de l'empereur Qin, près de Xi'an
- Grottes de Mogao
- Banpo
- Mausolée du roi Zhao Mo
- Mawangdui
- Grande Muraille de Chine
- Ye

## Chypre
- Amathonte
- Choirokoitia
- Paphos
- Salamine de Chypre
- Shillourokambos

## Colombie
- La Ciudad Perdida

## Costa Rica
- Guayabo

## Croatie
- Les Arènes de Pula

## Danemark
- Lindholm Høje

## Égypte
- Abydos
- Dendérah
- Deir el-Médineh
- Gizeh
- Karnak, Louxor
- Hiérakonpolis
- Phare d'Alexandrie
- Pyramides
- Saqqarah
- Tanis
- Tell al-Dabea
- Tell el-Amarna
- Tombeaux de la vallée des rois, tombeau de Toutânkhamon
- Vallée des rois
- Vallée des reines
- Vallée des nobles

## Équateur
- Vallée d'Upano

## Espagne
- Altamira
- Madinat al-Zahra
- Tartessos
- Castellet de Bernabé
- Grotte d'El Sidrón

## États-Unis
- Aztec Ruins National Monument
- Bandelier National Monument
- Cactus Hill en Virginie
- Cahokia

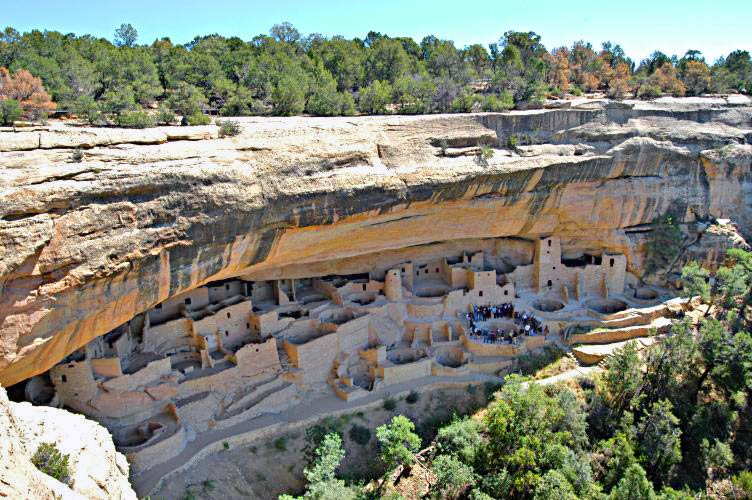
Mesa Verde

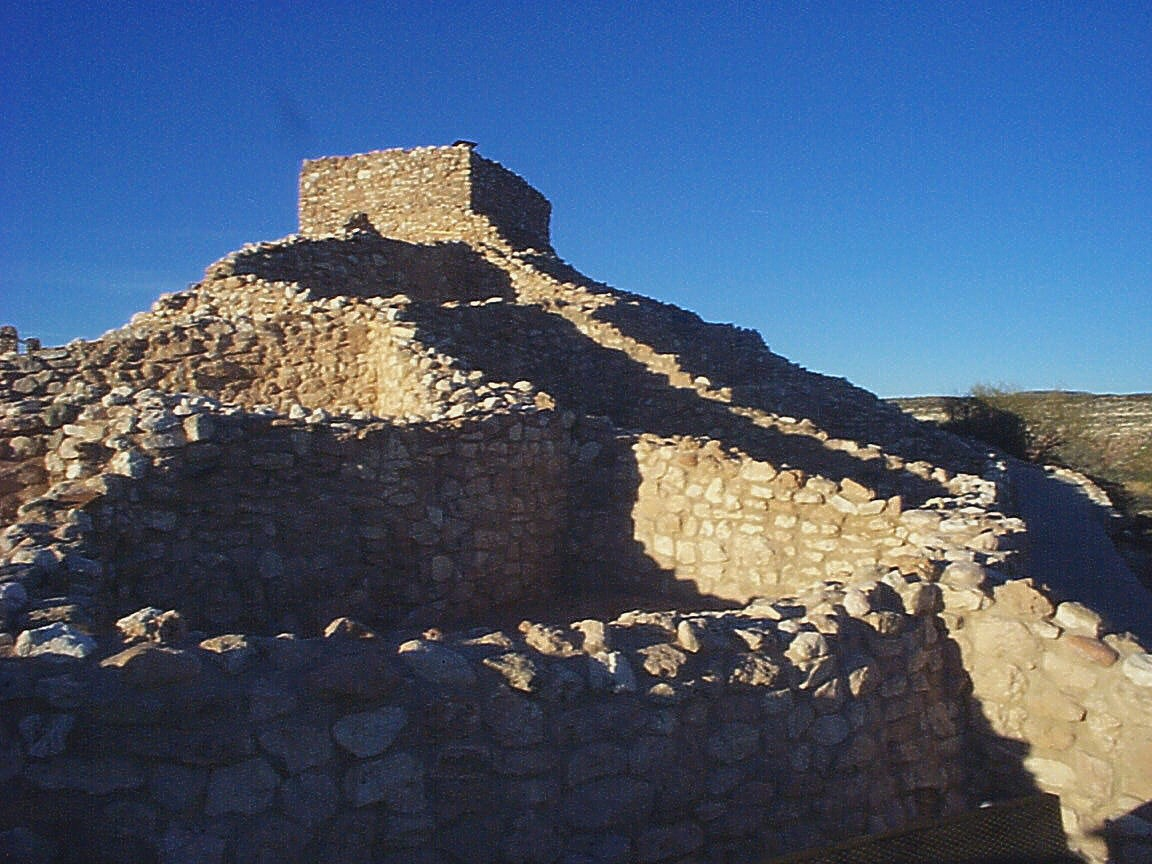
Tuzigoot National Monument

- Canyon De Chelly National Monument
- Canyon of the Ancients National Monument
- Casa Grande Ruins National Monument
- Caverne de Lovelock
- Grotte de Pendejo
- Chaco Canyon Nouveau-Mexique, classé au patrimoine de l'Humanité
- Effigy Mounds National Monument
- Gila Cliff Dwellings National Monument
- Grotte de Sandia
- Grotte des Esprits
- Hohokam Pima National Monument
- Hovenweep National Monument
- Meadowcroft en Pennsylvanie
- Mesa Verde classé au patrimoine de l'Humanité
- Montezuma Castle National Monument
- Navajo National Monument
- Ocmulgee National Monument
- Poverty Point
- Site de Clovis, Danger Cave (Utah)
- Topper en Caroline du Sud
- Tuzigoot National Monument
- Wupatki National Monument

## Éthiopie
- Axoum

## France

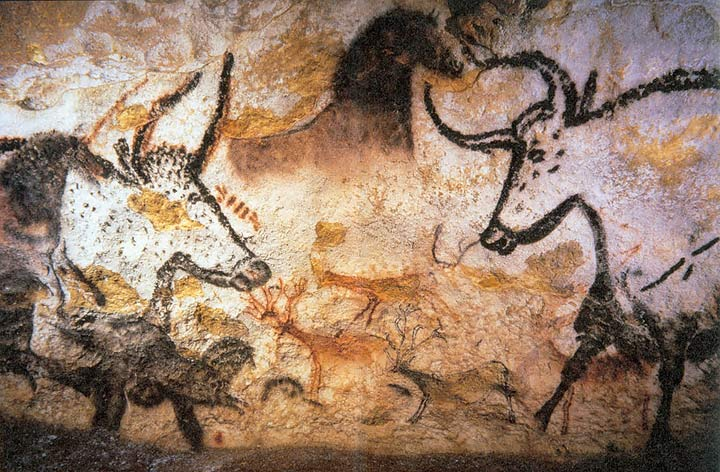
La grotte de Lascaux

- Site archéologique d'Alba-la-Romaine, (Ardèche)
- Site archéologique d'Alésia (près d'Alise-Sainte-Reine, Bourgogne)
- Arcy-sur-Cure
- Artenac
- Aulp-du-Seuil (sites du mésolithique et du Néolithique ancien de Saint-Bernard-du-Touvet, massif de la Chartreuse, Isère)
- Forum antique de Bavay (Nord)
- Bibracte
- Les Bolards, agglomération gallo-romaine et sanctuaire à Nuits-Saint-Georges
- Briga, ville romaine située au lieu-dit Bois-l'Abbé, Eu, Seine-Maritime, Normandie
- Carnac (alignement de mégalithes)
- Cemenelum, Cimiez, Alpes-Maritimes
- Cham des Bondons (alignements mégalithiques en Lozère)
- Le Châtelet de Gourzon, Bayard-sur-Marne, Haute-Marne
- Cuiry-lès-Chaudardes, village néolithique
- Ensérune, oppidum, Nissan-lez-Ensérune, Hérault
- Grotte de Balme-Rousse (Choranche, Massif du Vercors, Isère)
- Grotte de Bange (magdalénien, Bauges, Savoie)
- Grotte de Bédeilhac
- Grotte Chauvet (Ardèche)
- Grotte des Combarelles
- Grottes de Cougnac
- Abri de Coufin (âge du bronze final et Hallstatt, Choranche, Vercors, Isère)
- Oppidum d'Entremont
- Grotte de Font-de-Gaume (Les Eyzies-de-Tayac, Dordogne)
- Glanum
- Glozel
- Lattara (près de Montpellier)
- Grotte de Lascaux (Montignac-Lascaux, Dordogne)
- Lezoux, Puy-de-Dôme, Auvergne
- Lugdunum (Lyon, Rhône)
- Lugdunum Convenarum (Saint-Bertrand-de-Comminges)
- Grotte de Niaux (Tarascon-sur-Ariège, Pyrénées, Ariège)
- Le Pas-de-la-Charmate (Mésolithique et Néolithique, Châtelus, Vercors, Isère)
- Paule (Côtes-d'Armor)
- Pissmeerschen (Nord)
- Grotte de Rouffignac
- Quelfennec (Côtes-d'Armor)
- Sanctuaire de Ribemont-sur-Ancre (Somme)
- Jardin archéologique de Saint-Acheul à Amiens (Somme)
- Saint-Romain-en-Gal, vestiges gallo-romains (Rhône)
- Trophée des Alpes, La Turbie, Alpes-Maritimes
- Site archéologique de Verdes, Loir-et-Cher
- Atelier de Vassieux-en-Vercors
- Vienne, vestiges gallo-romains (Isère)
- Village médiéval déserté de Montchauvet, Haute-Loire
- Tombe de Vix
- Parc archéologique européen de Bliesbruck-Reinheim (Moselle)
- Les Tamaris, village avatique du VIe siècle av. J.-C. situé sur la commune de Martigues (Bouches-du-Rhône)

## Géorgie
- Armazi
- Dmanissi
- Dzalisi
- Église Sioni d'Ateni
- Martkopi
- Tsitsamaouri
- Vani

## Grande-Bretagne
- Avebury Henge
- Bignor
- Caerleon
- Calleva Atrebatum
- Castell Henllys
- Cercle de Brodgar
- Dan Y Coed
- Danebury
- Duggleby Howe
- Eildon Hill North
- Flag Fen
- Géant de Cerne Abbas
- Gough's Cave
- Grime's Graves
- Hen Domen
- Ironbridge
- Kirkstall Abbey
- Little Woodbury
- Maes Howe
- Mine Howe
- Mother Grundy's Parlour
- Mur d'Antonin
- Mur d'Hadrien
- Normanton Down
- Paviland Cave
- Pixie's Hole
- Quanterness
- Seahenge
- Silbury Hill
- Silchester
- Skara Brae
- Star Carr
- Stonehenge
- Sutton Hoo
- Trelech
- Trimontium
- Ulva Cave
- Vindolanda
- Windmill Hill
- Woodhenge
- Wroxeter
- Yeavering
- York

## Grèce
- Abdère
- Akrotiri de Théra
- Alepotrypa (Laconie)
- Aliki
- Amphipolis
- Argos
- Athènes
- Bassae
- Cnossos
- Corinthe, Acrocorinthe
- Délos
- Delphes
- Dikili Tash
- Dion
- Dodone
- Égine
- Épidaure
- Grotte Franchthi
- Gournia
- Itanos
- Koufóvouno (Laconie)
- Lindos
- Malia
- Maronée
- Monemvasia
- Morrylos
- Mycènes et Tirynthe
- Mystras
- Naxos
- Nicopolis d'Épire
- Olympie
- Olynthe
- Pella
- Phaistos
- Philippes
- Pylos
- Rendina
- Rhodes
- Sanctuaire d'Artémis Orthia
- Sanctuaire des Grands Dieux de Samothrace
- Samos
- Sparte
- Thasos
- Vestiges archéologiques de Thessalonique
- Vergina

## Guatemala
- Aguateca
- Cancuen
- Dos Pilas
- El Mirador
- Kaminaljuyú
- La Victoria (Guatemala)
- Motul de San José
- Quirigua
- Tikal
- Uaxactun
- Yaxha
- Zaculeu

## Honduras
- Copán

## Inde
- Adichanallur
- Arikamedu
- Dholavira
- Kulpahar
- Masol

## Indonésie
- Borobudur
- Sangiran

## Iran
- Bishapour
- Chogha zanbil
- Ecbatane
- Gorgan
- Qaleh kurd
- Pasargadae
- Persépolis
- Sultaniya
- Suse

## Irak
- Assur
- Babylone
- Ctésiphon
- Hatra
- Isin
- Nimrud
- Ninive
- Samarra
- Ur

## Irlande
- Ballon Hill
- Newgrange

## Israël
- Ashkelon
- Beït-Shéan
- Césarée
- Capharnaüm
- Gibeon
- Jérusalem
- Megiddo
- Ohalo II

## Italie
- Agrigente
- Alba Fucens
- Albintimilium
- Amiternum
- Aquilée
- Corfinium
- Costa Balenae
- Herculanum
- Incoronata de Pisticci
- Juvanum
- Lucus Angitiae
- Nécropole de Fossa
- Nécropoles étrusques de Cerveteri
- Necropoli Punica di Cagliari
- Nora
- Nuraghe Arrubiu Orroli
- Nuraghe Santu Antine
- Mont d'Accoddi
- Ocriticum
- Paestum
- Peltuinum
- Pompéi
- Sant'Andrea Priu Bonorva
- Sant'Antioco Tophet Catacombe
- Santuario nuragico di Santa Cristina
- Santuario nuragico di Santa Vittoria
- Sanctuaire d'Hercule Curinus
- Su Nuraxi Barumini
- Tauriana de Palmi
- Tarros
- Tempio di Antas
- Tiscali
- Parc archéologique d'Urbs Salvia
- Villanova région de Bologne
- Parc archéologique des Tombes de la via Latina

## Japon
- Iwajuku

## Jordanie
- Djérash
- Iraq al Amir
- Pétra
- Tell Hammeh

## Kazakhstan
- Pétroglyphes de l'espace archéologique de Tamgaly

## 

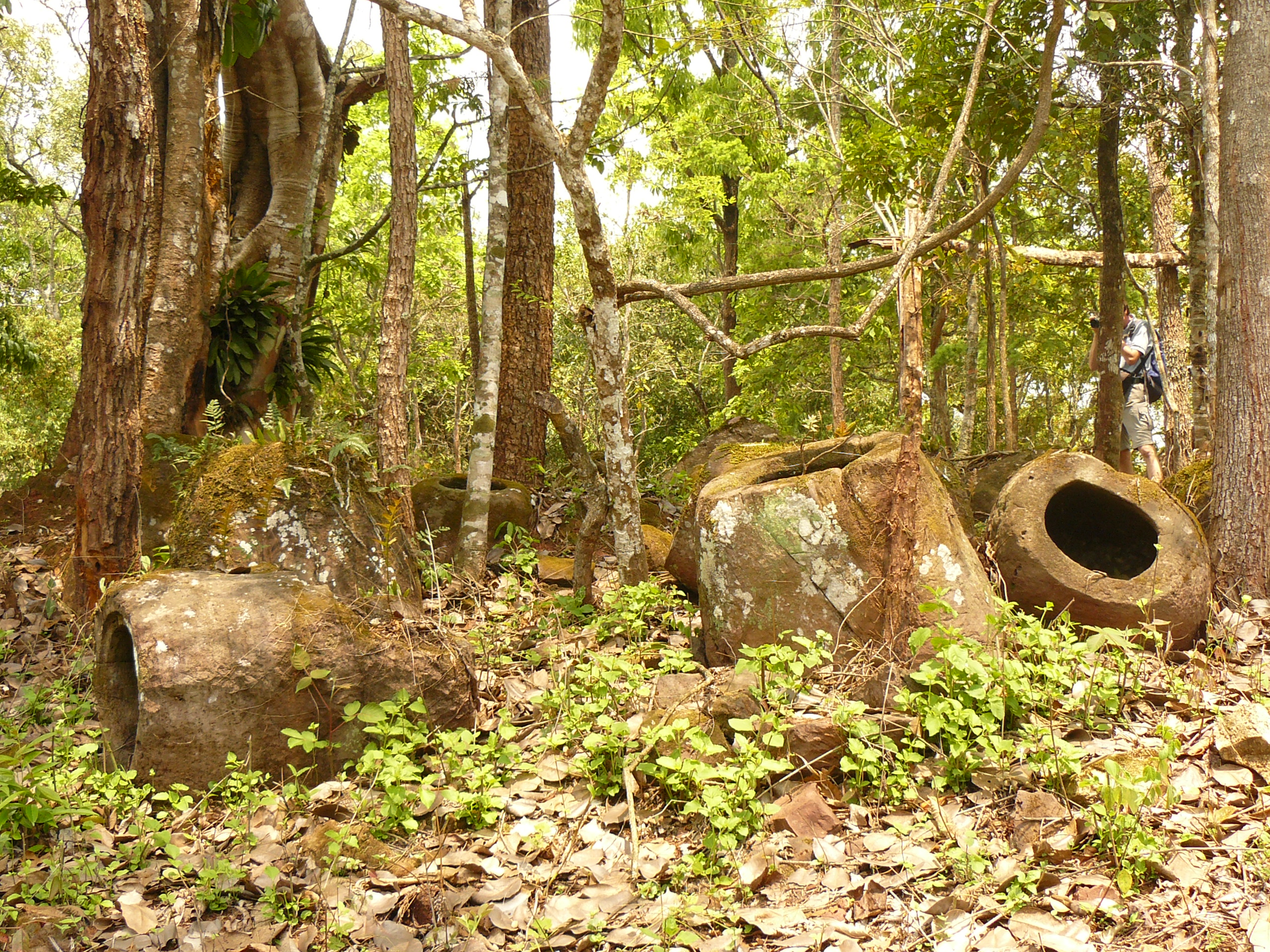
Aspect de la Plaine des Jarres

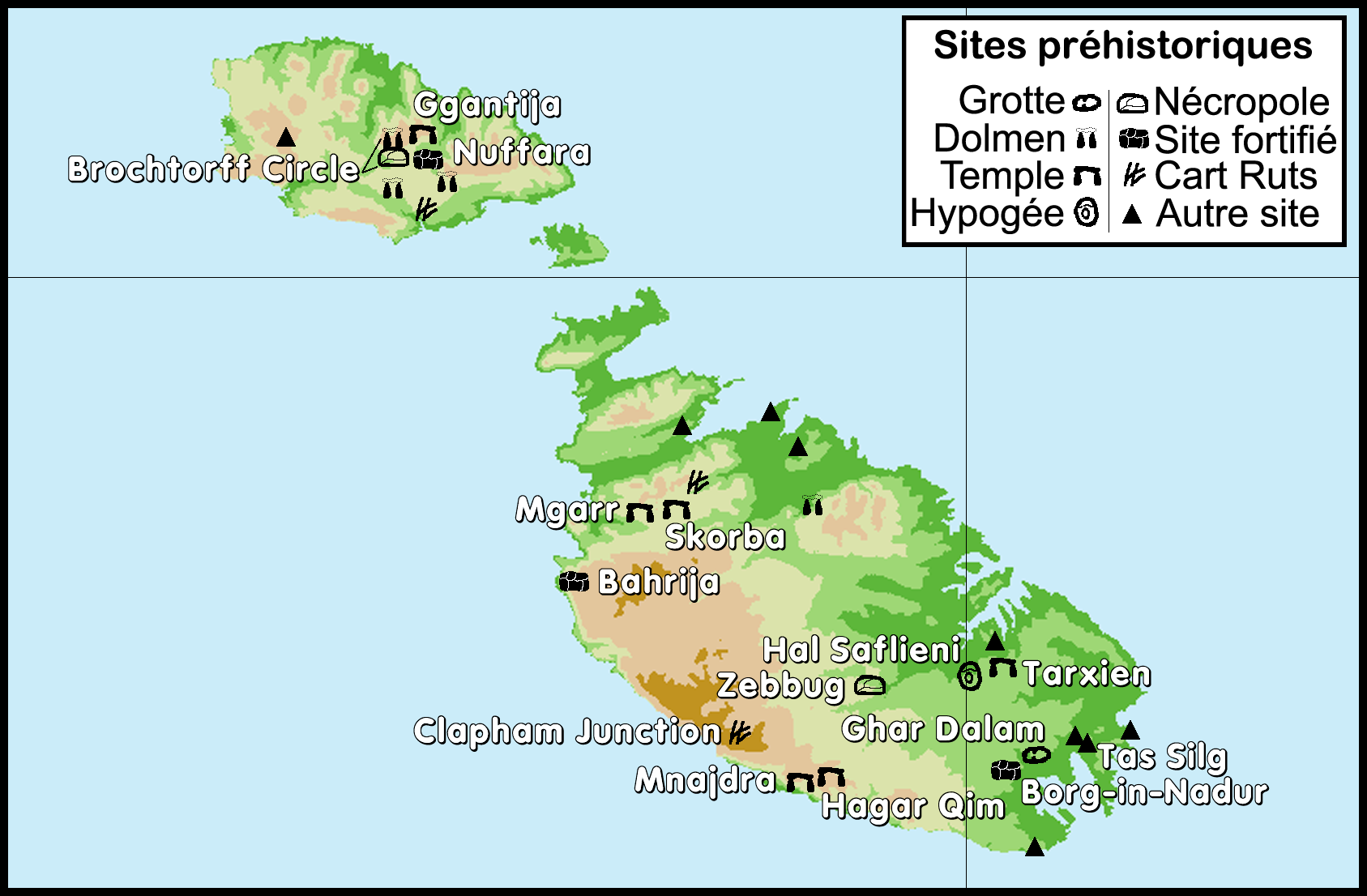
Implantation des principaux sites préhistoriques maltais

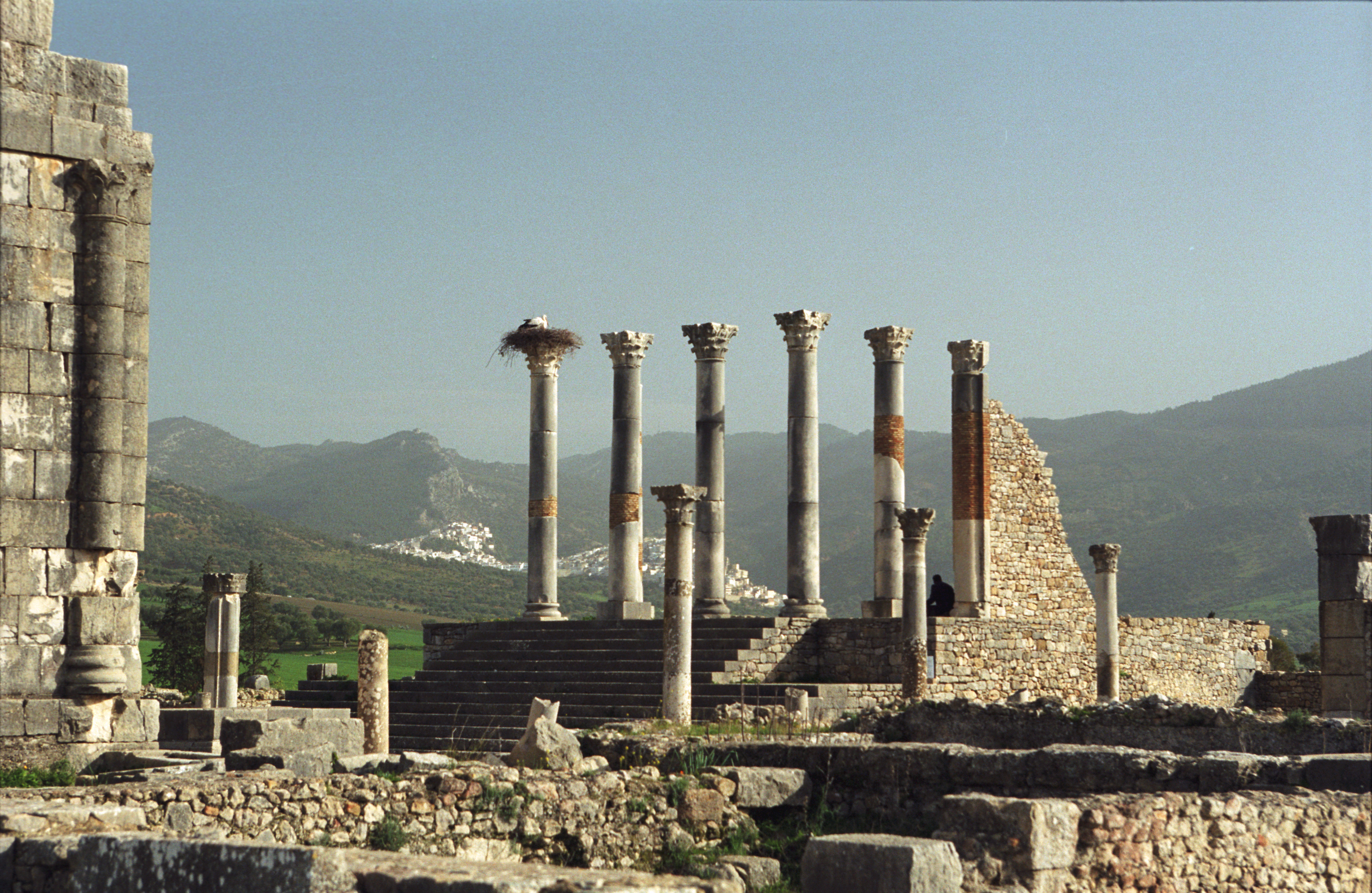
Colonnes du temple capitolain sur le site archéologique de Volubilis au Maroc

## Kenya
- Luxmanda
- Narosura
- Lomekwi 3
- Urewe
- Rusinga

## Kirghizistan
- caravansérail de Tach Rabat

## Laos
- Vat Phou
- Plaine des Jarres

## Liban
- Anjar
- Tell Arqa
- Baalbek
- Byblos
- Tyr
- Beyrouth
- Saida

## Libye
- Apollonie de Cyrène
- Barqa
- Bu Njem
- Cyrène
- Érythron
- Garaman
- Gheriat el-Garbia
- Gheriat esh-Shergia
- Ghirza
- Leptis Magna
- Limes Tripolitanus
- Oea (cité antique)
- Olbia (Libye)
- Ptolémaïs (Cyrénaïque)
- Qasr Banat
- Sabratha
- Tadrart Acacus
- Wadi Mathendous

## Lituanie
- Site archéologique de Kernave

## Macédoine du Nord
- Ohrid

## Mali
- Tombouctou

## Malte
- Village de Baħrija
- Site de Borġ in-Nadur
- Cart Ruts de Clapham Junction
- Cercle Bochtorff de Xagħra
- Site de Fawwara
- Temples de Ġgantija
- Grotte de Għar Dalam
- Temples de Ħaġar Qim
- Hypogée de Ħal Saflieni
- Temples de Mnajdra
- Site de Nuffara
- Temples de Skorba
- Temples de Ta' Ħaġrat
- Temples de Tarxien
- Site de Tas-Silġ
- Site de Wardija
- Hypogée de Xemxija
- Hypogée de Żebbuġ

## Maroc
- Aghmat
- Banasa
- Cotta
- Sala / Chellah / Rabat
- Lixus
- Iulia Constantia Zilil
- Tamuda
- Tabernae
- Thamusida
- Volubilis
- Djebel Irhoud
- El Brayech
- Kach Kouch
- Kouass
- Emsa
- Sidi Driss
- Rusaddir
- Mogador
- Sidi Abdselam del Behar
- Domaine du Beht
- Tocolosida
- Oppidum Novum
- Vopiscianae
- Kitane
- Dhar d'Aseqfane
- Koudia Talaâ

## Mexique
- Baja California
- Bonampak
- Calakmul
- Cerro Toluquilla
- Chichén Itzá
- Cholula
- Coba
- Dainzú
- Ek' Balam
- Izapa
- Kabah
- Labna
- Mitla
- Monte Albán
- Palenque
- El Tajín
- Teotihuacan
- Tonina
- Tula
- Tulum
- Uxmal
- Xochicalco
- Yaxchilan

## États fédérés de Micronésie
- Nan Madol

## Nigeria
- Monolithes d'Ikom

## Norvège
- Îles Lofoten

## Ouzbékistan
- Boukhara
- Dalverzin-Tépé
- Djarkutan
- Djar Kourgane
- Fayaz Tepe
- Karatepe
- Samarkand
- Termez
- Zar Tepe

## Pakistan
- Harappa
- Mehrgarh
- Mohenjo-daro
- Taxila

## Palaos
- Aemiliik

## Palestine
- Et-Tell
- Jéricho

## Pérou
- Caral
- Chan Chan
- Chavín de Huántar
- El Brujo
- Grotte du Guitarrero
- Huari
- Machu Picchu
- Moche
- Moray
- Nazca
- Sipán
- Cité de Cahuachi

## Pologne
- Biskupin, (âge du fer)

## Roumanie
- Sarmizegetusa Regia
- Constanţa
- Histria
- Argamum

## Russie
- Novgorod
- Pazyryk

## Salvador
- Site archéologique de Joya de Ceren

## Soudan
- Kerma
- Méroé
- Musawwarat es-Sofra
- Naqa
- Napata

## Suède
- Adelsö
- Birka
- Gamla Uppsala
- Helgö
- Sigtuna
- Uppåkra
- Vendel (en)
- Valsgärde

## Suisse
- Aventicum
- Augusta Raurica
- Kleiner Hafner
- Mormont
- Petinesca voir aussi Jensberg
- La Tène, (second âge du fer)

## Syrie
- Al Bara, au nord de Hama
- Amrit
- Androna (al Andarin), au nord-est de Hama
- Apamée, au nord-est de Hama
- Ara (Ma'arrat al-Numan)
- Ayn Dara, au nord-ouest d'Alep
- la basilique Saint-Siméon (Qasr Seman), au nord-ouest d'Alep
- Bosra, au sud de Damas, près de Der'a
- Callinicos, près de Raqqa
- Canatha (Qanawat), au sud de Damas, près d'As-Suwayda
- Chastel Blanc, au sud de Lattaquié
- Chahba
- le château de Kahf (Qalaat al Kahf), au sud de Lattaquié
- le château de Masyaf (Qasr Masyaf), à l'ouest de Hama
- le château de Saône (Qalaat Salah al Din), à l'est de Lattaquié
- la citadelle d'Alep, au centre d'Alep
- Cyrrhus (Nabi Houri), au nord d'Alep
- Dederiyeh (Paléolithique)
- Doura Europos (Salhieh), au sud de Deir ez-Zor
- Ebla (Tell Mardikh), au sud d'Alep
- la forteresse de Jaabar (Qasr Ja'abar), à l'ouest de Raqqa
- la forteresse de Margat (Qasr Marqab), près de Baniyas
- Halabiyé
- Hirakla, près de Raqqa
- Hosn Suleiman, au sud de Lattaquié
- Arwad, en face de Tartous
- Isriya
- Katoura
- Kharbaqah, à l'est de Damas
- Krak des Chevaliers (Qalat al Hosn), près de Homs
- Laodicée, site de l'actuelle Lattaquié
- Maaloula, près de Damas
- Mari, (Tell Hariri), au sud de Deir ez-Zor
- la mosquée de Sayda Zeinab, près de Damas
- Ougarit, près de Lattaquié
- Palmyre, à l'est de Damas
- Phillipolis, au sud de Damas, près d'As-Suwayda
- Qadesh, (Tell Nabi Mend), près de Homs
- Qalb Loza, à l'ouest d'Alep
- Qasr al Heir al Charqi, à l'ouest de Deir ez-Zor, dans le Djebel Bishri
- Qasr al Heir al Garbi, à l'est de Damas
- Qasr ibn Wardan, au nord-est de Hama
- Qasr Najm, à l'est d'Alep
- Qasr al-Rahba, au sud de Deir ez-Zor
- Qatna
- Raqqa
- Ruweiha dans le jebel Zawiyé
- Seidnaya, près de Damas
- Sergiopolis (Rassafa), au sud de Raqqa
- Serjella
- Tartous
- Tell Abu Hureyra, (Mésolithique)
- Tell Barsib (Tell Jerf al Ahmar), à l'est d'Alep
- Tell Beydar, près de Hassaké
- Tell Bouqros, au sud de Deir ez-Zor
- Tell Brak, près de Hassaké
- Tell Kashkashhuk, près de Hassaké
- Tell Mashnaqa, près de Hassaké
- Tell Qaramel
- Tell Sheikh Hamad, à l'est de Deir ez-Zor
- Tell Tuneinir, près de Hassaké
- Tortose, au sud de Lattaquié
- Ugarit (Ras Chamra), au sud de Lattaquié
- Zalabiyeh, au nord de Deir ez-Zor
- Zenobia (Halabiyeh), au nord de Deir ez-Zor

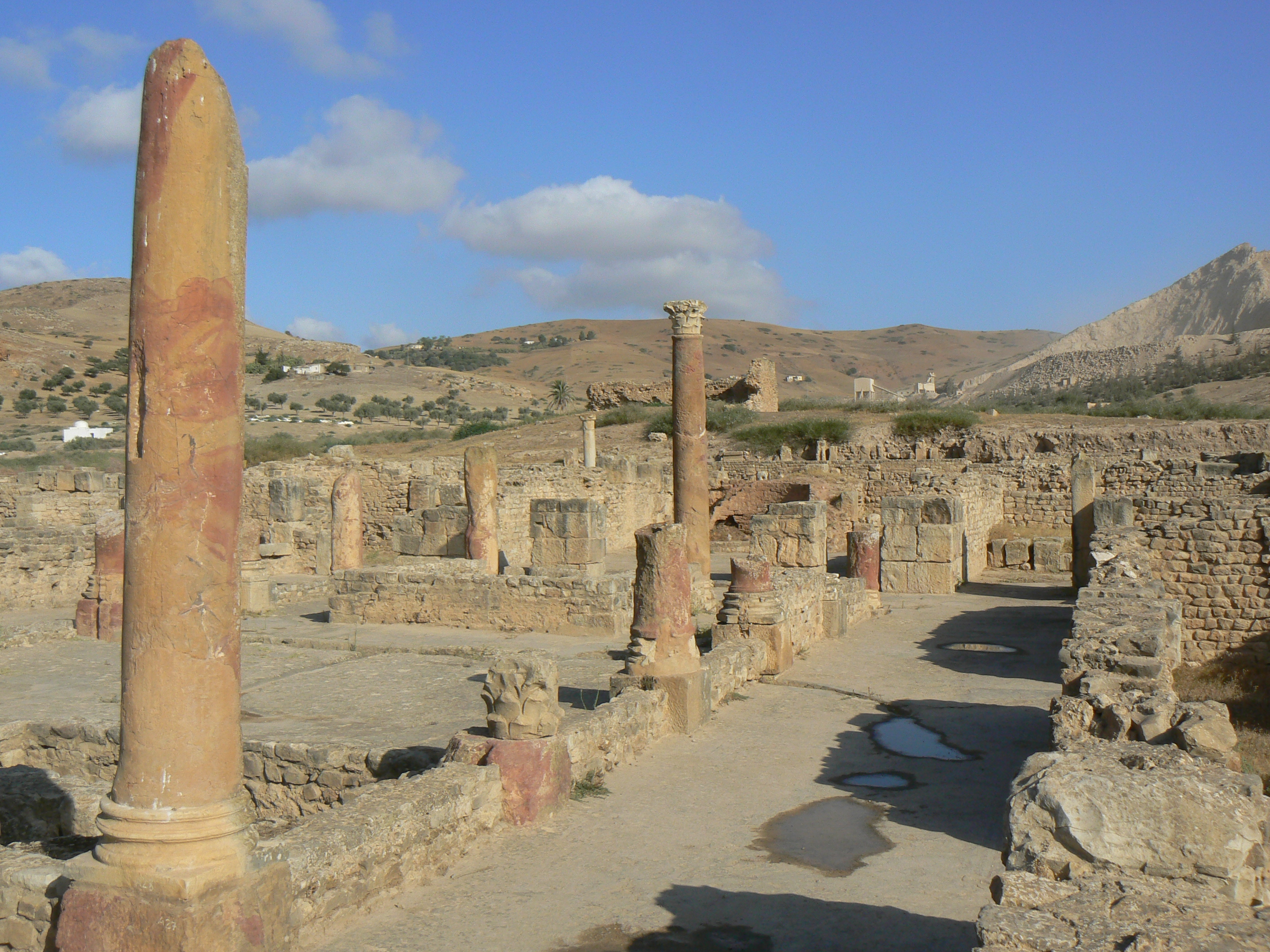
Une vue de Bulla Regia.

## République tchèque
- Dolni Vestonice

## Thaïlande
- Ayutthaya
- Ban Chiang
- Khu Bua
- Sukhothaï

## Tunisie
- Acholla
- Agbia
- Aïn Tounga
- Althiburos
- Amidara
- Ammaedara
- Bulla Regia
- Chemtou
- Clupea
- Carthage
- Degueche
- Djebel Marchana
- Djebel Toucha
- Dougga
- El Ghrabet
- El Jem
- El Khtatla
- El Ksour
- Elles
- Enfidha
- Es Sers
- Gigthis
- Henchir El Diab
- Henchir El Menafa
- Henchir En Nebch
- Henchir Mastoura
- Henchir Tsouriate
- Kasserine
- Kbor Klib
- Kerkouane
- Leptis Minor
- Louata
- Makthar
- Meninx
- Palais de la Mohamedia
- Musti
- Néapolis
- Naouara
- Oudna
- Pheradi Majus
- Pupput
- Rakkada
- Salakta
- Sbeïtla
- Sbiba
- Sbikha
- Seguermess
- Catacombes de Sousse
- Thapsus
- Thélepte
- Thuburbo Majus
- Thuburnica
- Thyna
- Turris Tamalleni
- Utique
- Zama Minor
- Zama Regia
- Zaghouan

## Turkménistan
- Merv
- Nisa

## Turquie
- Allianoi
- Aphrodisias
- Çatalhöyük
- Cnide
- Didymes
- Éphèse
- Göbekli Tepe
- Hasankeyf
- Hattousa (civilisation hittite)
- Mine de Kestel (âge du Bronze)
- Knidos
- Kültepe (civilisation hittite)
- Nevali Cori
- Pergame
- Priene
- Sardes
- Troie
- Yazılıkaya (civilisation hittite)
- Zeugma

## Zimbabwe
- Monument national du Grand Zimbabwe
- Khami

### Dictionnaires et encyclopédies
- Dictionnaire de l'archéologie, sous la dir. de Guy Rachet, Paris, R. Laffont, 1994 (1re éd. 1982)  (ISBN 2-221-07904-3).
- The Princeton encyclopedia of classical sites [PECS], sous la dir. de Richard Stillwell, et al., Princeton (NJ), Princeton university press, 1976  (ISBN 0-691-03542-3) (Perseus Project).
- Dictionnaire des Antiquités grecques et romaines, sous la dir. de Charles Victor Daremberg et Edmond Saglio, Paris, Hachette, 1877-1919 (Toulouse II-Le Mirail).
- Realencyclopädie der classischen Altertumswissenschaft [RE], sous la dir. de August Pauly, Georg Wissowa, Wilhelm Kroll, et al., Stuttgart, J. B. Metzler, 1893-1980 [1re éd. 1839-1852] (Wikisource, archive.org) ; Der neue Pauly [DNP], sous la dir. de Hubert Cancik et Helmuth Schneider, 1996-2003  (ISBN 3-476-01470-3).
- Dictionary of Greek and Roman Geography, sous la dir. de William Smith, Londres, John Murray, 1854 (Perseus Project).

### Recueils et bases de données bibliographiques
- Données en archéologie, préhistoire et histoire, sur le net (DAPHNE), sous la dir. de la Maison René-Ginouvès, CNRS.
- Anthropological Index Online [depuis 1957], sous la dir. de la Anthropology Library, British Museum.
- Bulletin analytique d'histoire romaine [depuis 1962], sous la dir. du Groupe de recherche d'histoire romaine (Strasbourg), éd. Association pour l'étude de la civilisation romaine, Strasbourg, depuis 1965  (ISSN 0525-1044) (OCLC 183333435) (données depuis 1990 en ligne).

### Atlas, cartes, indices et listes
- Barrington Atlas of the Greek and Roman World, sous la dir. de Richard Talbert, Princeton (NJ), University Press, 2000  (ISBN 069103169X) (Map-By-Map Directory, Locator map, Placename index et Gazetteer, 17 février 2000).
- Le grand atlas de l'archéologie, sous la dir. de Jacques Bersani, Hans Schweizer, Jean Gall, et al., Paris, Encyclopædia Universalis, 1985 (Grands atlas Universalis, 4) ; nouv. éd. 1996  (ISBN 2-85229-902-X).
- Liste officielle et liste indicative du patrimoine mondial de l'UNESCO, depuis 1972.